# Aparte del hecho/La valija
Aparte del hecho/La valija è un singolo della cantante italiana Iva Zanicchi, pubblicato per il mercato spagnolo nel 1979.

## Tracce
Lato A
- Aparte del hecho (A parte il fatto) - 4:15 - (Testo: Cristiano Malgioglio - Musica: Corrado Castellari - Adattamento spagnolo: Ernesto Rubén)

Lato B
- La valija (La valigia) - 3:35 - (Albertelli - Tavernese - Adattamento spagnolo: G. di Lorenzo)